# Kheireddine Lardjam
 (juillet 2011).
Si vous disposez d'ouvrages ou d'articles de référence ou si vous connaissez des sites web de qualité traitant du thème abordé ici, merci de compléter l'article en donnant les références utiles à sa vérifiabilité et en les liant à la section « Notes et références ».
 (février 2021).
- Si vous ne connaissez pas le sujet, laissez ce bandeau (vous pouvez alors contacter les auteurs).
- Si vous supprimez le contenu mis en cause (vous pouvez préalablement contacter les auteurs),

argumentez précisément cette suppression dans la page de discussion
(un manque de référence n'est pas un argument ; une recherche réelle de référence doit avoir été effectuée, être formellement documentée).
 (février 2021).
 (février 2021).
Kheireddine Lardjam est un metteur en scène Français d'origine Algérienne né en 1982 à Oran en Algérie.

## Biographie

### Formation
C’est pendant ces études de piano à l'Institut Régional de la formation musicale D’Oran ( Algérie) qu’il découvre l’art théâtral. En 1994 il entame une formation théâtrales au conservatoire d’Oran et devient comédien. En 1996 après sa sortie du conservatoire, il crée la troupe El Ajouad et effectuent des tournées en Algérie mais également à l'étranger notamment dans le Monde Arabe, en Afrique et en Europe pour jouer des pièces de son idole Abdelkader Alloula dont L’Alag (Les Sangsues), Habib Errebouhi, El lithem. A ces debuts de metteur en scène Il met en scène aussi d'autres pièces d’auteurs arabes comme La Récréation des clowns de Noureddine Aba, Coquelicotsde Mohamed Bakhti, La Pluie de Rachid Boudjedra, Mais aussi des auteurs français comme Les Justes d’Albert Camus, Syndromes aériens de Christophe Martin.
En parallèle, il travaille dans plusieurs journaux indépendants algériens. Son parcours journalistique influence son travail scénique. L’actualité est toujours au cœur de ses créations. À partir de 2002, il collabore avec des metteurs en scène comme Arnaud Meunier et Guy Alloucherie. La troupe El Ajouad est jumelée avec la troupe La Mauvaise Graine sous la direction d'Arnaud Meunier.

### Carrière
Entre 2007 et 2008, il est artiste associé à la scène nationale du Creusot en France et il mène un projet en direction de plusieurs quartiers sensibles de la ville du Creusot qui donne naissance à un événement intitulé L’échappée qui regroupe une exposition, des collectes de témoignages et un spectacle réunissant 30 habitants et plusieurs artistes professionnels.
En mai 2009, il participe au Centre dramatique de Valence à la création de Bleu Blanc Vert de Maïssa Bey. Il est aussi artiste associé au festival Temps de parole organisé au CDN cette même année.
Durant trois ans entre 2005 et 2008, il met en place un projet de formation pour comédiens professionnels à Alger en partenariat avec l’Ambassade de France en Algérie, une quinzaine de comédiens professionnels algériens qui vont suivre une formation animée par plusieurs metteurs en scène internationaux. En France, il dirige aussi plusieurs ateliers notamment en novembre 2010 à l’université d’Aix-en-Provence dans le cadre des ateliers de la Méditerranée organisés à Marseille en 2013, capitale de la culture européenne, Site non installé.
En 2011, il est invité par les Scènes du Jura pour être artiste associé du Festival Scène Méditerranéenne. À cette occasion, il dirige deux projets en direction de quartiers des villes de Dole et Lons-le-Saunier. L’objectif est d’inventer une nouvelle forme de présence artistique au plus près des habitants, dans le théâtre mais aussi en dehors dans les murs dans différents endroits de la ville. En collaboration avec toute une équipe artistique et l’auteur Samuel Ballet, il met en scène deux spectacles avec une vingtaine de participants dans chaque ville. Les terriens à Lons-le-Saunier et Nedjma ou les paraboles à Dole.
En janvier 2011, il répond à une commande du Centre dramatique de Sartrouville, pour une création Jeunesse dans le cadre du Festival Odyssées en Yvelines. Il met en scène le texte De la salive comme oxygène de Pauline Sales[réf. nécessaire]. Durant cette saison, il mène aussi un chantier artistique sur la thématique de la liberté, en collaboration avec l’auteur Christophe Martin. Le projet proposé par Sartrouville est d'aborder par le biais d'une création théâtrale avec 150 habitants de Sartrouville, les libertés individuelles, la question de la liberté dans l’espace public et l’espace privé. Un projet qui s’articule d’octobre 2010 à juin 2011, avec la mise en place de plusieurs ateliers dans différents espaces culturels de la ville de Sartrouville. Deux restitutions regroupent les 150 participants sur la scène du Centre dramatique de Sartrouville, les 19 et 20 juin 2011.
Aussi entre 2010 et 2011, il intègre le collectif d'artistes du Préau, Centre Dramatique Régional de Vire, où il crée une commande d’écriture Réanimation de Samuel Gallet. Il crée également entre 2011 et 2012, deux spectacles qui sont Le poète comme Boxeur, une adaptation théâtrale du recueil éponyme de Kateb Yacine et Les Borgnes une commande d’écriture faite par l’auteur algérien Mustapha Benfodil.
En avril 2013, il crée End/Igné de Mustapha Benfodil au Caire au théâtre Imad Eddine. Ce spectacle, qui est aussi une commande d’écriture, est présenté au festival d’Avignon 2013 à la Manufacture[réf. nécessaire].
En janvier 2015, il crée à La Filature - Scène nationale de Mulhouse le spectacle Page en construction, de Fabrice Melquiot, une commande d’écriture.
En 2016, il rejoindra l’ensemble artistique de la Comédie de Saint Etienne. La même année il sera en résidence pour deux ans au théâtre Jean Vilar de Vitry sur seine[réf. nécessaire].
Et en 2016, il crée O-dieux, de Stefano Massini au théâtre Jean Vilar de Vitry sur seine[réf. nécessaire]. Ce spectacle sera présenté plus d’une centaines de fois[évasif] en décentralisation en lien avec plusieurs théâtres en France et notamment dans le Haut Rhin en collaboration avec La Filature, scène nationale de Mulhouse[réf. nécessaire].
En 2016, il met en place un projet d’action Culturelle « Média – Fiction » (en partenariat avec plusieurs lieux : La Comédie de Saint-Etienne, le CDN de Dijon, La Filature - scène nationale de Mulhouse, leThéâtre Jean Vilar à Vitry-sur-Seine), une démarche d’écriture expérimentale qui prend comme matériau de base les contenus médias dans la diversité de leurs supports, et qui tente de les détourner à des fins artistiques. Si le discours médiatique s'attache à restituer le monde (ou une portion du monde) tel qu’il est, avec, à la clé, une photographie du réel sur une échelle du temps n’excédant pas 24 heures (ce qu’on appelle communément « l’actualité »), le projet littéraire, lui, revendique le pouvoir de traiter le réel à travers toutes ses couches (sociales, psychologiques, mythiques, symboliques) pour le sublimer ou le subvertir. L'atelier se propose aussi de déconstruire le langage médiatique[réf. nécessaire].
En janvier 2017, il crée Saleté, de Robert Shneider à la comédie de Saint Etienne, Centre Dramatique. Un spectacle hors les murs[réf. nécessaire].
En octobre 2017, il crée Alertes, une commande d’écriture à Marion Aubert à La Comédie de Saint Etienne. Il s’agit d’un travail sur la question de la jeunesse d’aujourd’hui qui réunit des professionnels et des jeunes amateurs âgés d'entre 20 et 30 ans[réf. nécessaire].
En février 2018, il crée Mille francs de récompense, de Victor Hugo au théâtre Jean Vilar de Vitry sur seine[réf. nécessaire].
Au festival d’Avignon 2019, il va crée le spectacle Désintégration, d’Ahmed Djouder. Un texte qui aborde la question des identités plurielles[réf. nécessaire].
Février 2020, il crée le spectacle  FIÈVRES, généalogie d'une insurrection, de Mustapha Benfodil au Kaaitheater à Bruxelles. FIÈVRES est l’histoire des petits ruisseaux qui ont conflué en une puissante rivière et provoqué le courant de révolte populaire de février 2019 en Algérie. À partir de l’actualité de cette révolution, l’auteur Mustapha Benfodil brosse un portrait universel de la résistance et du rôle indéniable qu’y jouent les femmes.
En 2021, Kheireddine Lardjam crée « La quête de l’absolu ». Une création autour de la poésie et les textes de Djalâl ad-Dîn Rûmî. Ce dernier est le fondateur de la cérémonie du samâ des derviches tourneurs, il fut aussi l'un des plus grands poètes mystiques d'orient et demeure aujourd'hui encore un « maître d'éveil » reconnu par les soufis. Nous lui devons l'apport à la spiritualité de la notion de beauté, d'art, l'importance de la musique, de la danse et de l'amour.
En 2022, la compagnie « El Ajouad » fait une commande d'écriture à l'autrice Marion Aubert autour de la question : Quelles traces la guerre d’Algérie, et plus largement le colonialisme ont-ils laissé dans notre imaginaire collectif ?  « En Pleine France », de Marion Aubert sera créé le 8 novembre 2022 aux scènes du Jura, scène nationale.
En octobre 2022, Kheireddine Lardjam initie un projet de formation et de coopération avec l'École Nationale Supérieure des Arts et Techniques du Théâtre (l'ENSATT) à Lyon et à Tlemcen en Algérie, entre les étudiants de la 83ème promotion du département écriture dramatique de l'ENSATT et des autrices algériennes. Ce projet avait pour visée de faire travailler de jeunes écrivains algériens et français en situation d’interculturalité, notamment pour confronter leurs travaux, leurs visions du théâtre, leurs perspectives de création, et de leur donner une visibilité professionnelle internationale.
En 2023, il crée Tenir jusqu'à l'aube, de Carole Fives et L'exploitation à la cool , de Jules Salé. Un diptyque qui donne la parole à ces travailleurs invisibles, ces hommes et ces femmes que la crise sanitaire a mis en avant. Mars 2024, il crée aux scènes du jura, scène nationale, le spectacle "Le Beau geste", où  il réunit sur un plateau des professionnels du théâtre et des amateurs de sport. Une aventure collective célèbre “la beauté du geste”, au stade comme à la scène. La même année il adapte au théâtre le roman de l'écrivaine algérienne Maissa Bey. Un spectacle crée à la maison de la culture de Tlemcen.

## Œuvre
(février 2021).

### Théâtre
- 2000 : El Adjouad d’Abdelkader Alloula, au Théâtre national d’Oran
- 2003 : El-Lithem d’Abdelkader Alloula, au Théâtre National d’Alger
- 2004 : L’Alag (Les Sangsues) d’Abdelkader Alloula, au théâtre national d’Alger
- 2005 : Voyage, spectacle d’ouverture de la 38e édition du Festival International d’Art dramatique de Mostaganem
- 2005 : La Récréation des clowns  de Noureddine Aba, au Forum du Blanc-Mesnil
- 2006 : Habib Errebouhi d’Abdelkader Alloula, au Forum du Blanc-Mesnil
- 2006 : Les Justes d’Albert Camus, au Théâtre National d’Oran
- 2007 : Syndromes aériens de Christophe Martin, au théâtre de la Cité internationale à Paris
- 2008 : La Pluie de Rachid Boudjedra, à l’Espace 1789 à Saint-Ouen
- 2009 : Bleu Blanc Vert de Maïssa Bey, au Centre dramatique National de Valence
- 2010-2011 : Réanimation de Samuel Gallet et qui intègre le collectif d'artistes du Préau, au Centre Dramatique Régional de Vire
- 2011-2012 : De comme oxygène de Pauline Sales, au Centre dramatique National de Sartrouville
- 2011-2012 : Les Borgnes de Mustapha Benfodil, création à l’ARC Scène Nationale Le Creusot
- 2012-2013 : Le Poète comme boxeur de Kateb Yacine, au Centre Dramatique National de Colmar
- 2013 : End/Igné de Mustapha Benfodil, au théâtre Imad Eddine au Caire, qui est aussi une commande d’écriture est présenté au festival d’Avignon 2013 à la Manufacture
- 2015 : Page en construction de Fabrice Melquiot, à La Filature - Scène nationale de Mulhouse
- 2016 : O-dieux, de S. Massini au théâtre Jean Vilar de Vitry-sur-Seine.
- 2017 : Alertes, de M. Aubert à La Comédie de Saint Etienne, Centre Dramatique.
- 2017 : Saleté, de R. Shneider à La Comédie de Saint Etienne, Centre Dramatique
- 2018 : Mille francs de récompense, de V. Hugo au théâtre J. Vilar de Vitry-sur-Seine.
- 2018 : petite forme (tournée en milieu scolaire), Coté cours, scène conventionnée à Besançon
- 2019 : prochaine création au Festival d’Avignon à La Manufacture : Désintégration, d’Ahmed Djouder
- 2020 : Fièvres, généalogie d'une insurrection, de Mustapha Benfodil au Kaaitheater à Bruxelles (https://www.kaaitheater.be/fr/agenda/fièvres).
- 2021 : La quête de l’absolu», de Djalâl ad-Dîn Rûmî
- 2022 : En Pleine France, de Marion Aubert
- 2023 : Diptyque :"L'exploitation à la cool", de Jules Salé et Tenir jusqu'à l'aube, de Carole Fives
- 2024 : Le Beau geste, crée aux scène du Jura, scène nationale.
- 2024 : Nulle autre voix, de Maissa Bey, à la Maison de la Culture de Tlemcen en Algérie.

### Autres

#### Cinéma (comédien)
- 2006 : Paiement en nature de Baba Aissa
- 2007 : Justice de Houari Saadate
- 2008 : Algérie, histoire à ne pas dire de Jean-Pierre Lledo

#### Journaliste
- 1999 à 2001 : au quotidien régional L’écho d’Oran, journal indépendant
- 2002 à 2004 : au quotidien national Le Monde d’aujourd’hui
- 2004 à 2007 : au quotidien national La voix de l’Oranie